# 塞舌爾國家足球隊
塞舌爾國家足球隊是塞舌爾的國家足球代表隊，由塞舌爾足球協會管理，現時屬於國際足協及非洲足協成員國之一。

## 球隊歷史
塞舌爾於1979年成立塞舌爾足球協會，直到1986年同時加入國際足協及非洲足協。塞舌爾國家足球隊至今仍未參加過任何國際大賽的決賽週，包括世界盃及非洲國家盃外圍賽階段從未取得過出線資格。
2002年世界盃外圍賽是塞舌爾首次參加的國際賽事，它們遇上的首個對手是納米比亞，首回合有塞舌爾球員菲力浦·齊亞洛攻入一球在主場以1比1打平，在次回合卻以0比3落敗；在2006年世界盃外圍賽遇上贊比亞，它們總比數再次以1比5淘汰出局；在2010年世界盃外圍賽由於賽制問題因此直接參加第二圈賽事，進入第二圈遇上突尼西亞、布隆迪及布基納法索，最終它們六戰全敗淘汰出局。
另外，塞舌爾由1979年開始派隊參加印度洋島國運動會，在歷屆賽事取得不錯成績，當中2011年賽事擊敗科摩羅、毛里求斯及馬爾代夫獲得冠軍。

## 世界盃成績
- 1930年 至 1998年 - 沒有參賽
- 2002年 至 2018年 - 未能晉級

## 非洲國家盃成績
- 1957年 至 1976年 - 屬於英國的一部分
- 1978年 至 1986年 - 不屬於非洲足球協會的一部分
- 1988年 - 沒有參賽
- 1990年 - 未能晉級
- 1992年 - 退出
- 1994年 - 沒有參賽
- 1996年 - 退出
- 1998年 - 未能晉級
- 2000年 至 2002年 - 沒有參賽
- 2004年 至 2010年 - 外圍賽出局
- 2012年 - 沒有參賽
- 2013年 - 未能晉級
- 2015年 - 退出
- 2017年 至 2023年 - 外圍賽出局